# City Angels
City Angels è un'associazione di volontariato (OdV), originariamente nata come ONLUS, fondata in Italia nel 1994 e operante nei territori italiano e svizzero.

## Storia
L'organizzazione City Angels fu fondata il 7 settembre 1994 a Milano da Mario Furlan, giornalista e docente universitario, prefiggendosi come "ONLUS laica, multietnica, gay friendly e antirazzista di volontari di strada".
L'associazione ha iniziato collaborando con il centro d'accoglienza per senzatetto del frate camilliano Ettore Boschini, allora presente in via Sammartini, nei pressi della stazione di Milano Centrale.
Nel corso degli anni ha aperto varie sedi in diverse città, 20 in Italia e 2 in Svizzera.

## I volontari

### Caratteristiche
I City Angels hanno un'età variabile, prevalentemente compresa tra i 18 e i 45 anni, e nazionalità varia; più del 20% sono immigrati.
Non portano armi e sono riconoscibili per la loro divisa: scarpe e pantaloni neri,  e basco blu simile a quello delle truppe dell'ONU, per sottolineare il fatto di voler essere una forza di pace.
All'epoca della loro fondazione i volontari erano quasi tutti di sesso maschile; negli anni la loro componente femminile è andata aumentando, al punto che nel 2021 le donne costituiscono oltre il 50% del totale.

### Formazione

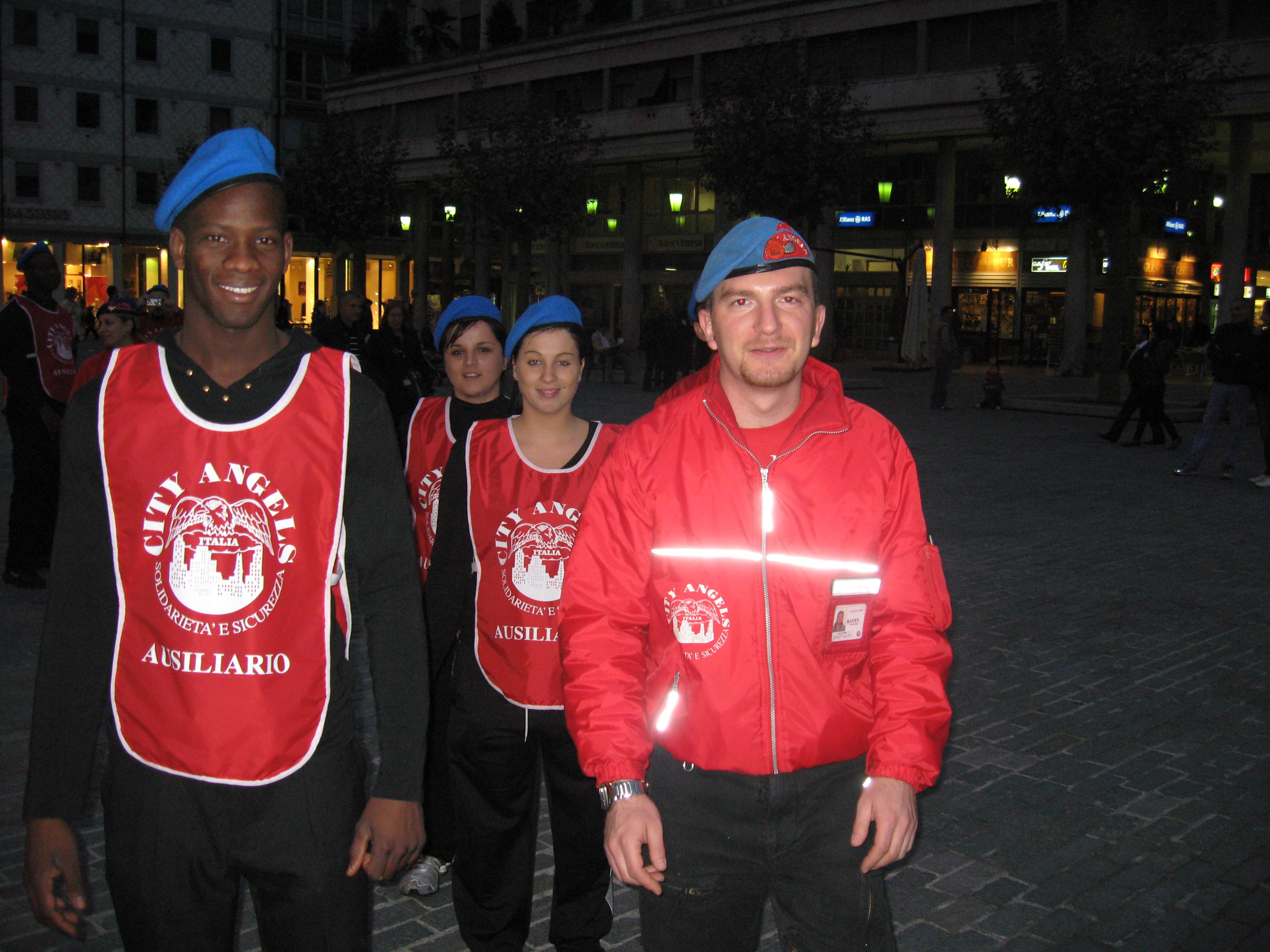
Alcuni City Angels in strada durante un corso di formazione

Per diventare un City Angel occorre inizialmente superare un test psicoattitudinale, a seguito del quale si deve frequentare un corso di formazione della durata di 20 ore, durante il quale vengono date nozioni relative a primo soccorso, alcolismo e tossicodipendenza, viene illustrato il regolamento interno, si forniscono nozioni giuridiche (soprattutto di diritto penale), di psicologia, comunicazione e di primo soccorso e vengono date informazioni sulle tecniche di squadra e sul wilding, la tecnica di autodifesa ideata dal fondatore Mario Furlan. Durante il tempo dello svolgimento del corso il volontario ha la qualifica di "Ausiliario" ed indossa solamente una pettorina rossa con il logo dell'associazione e la scritta "Ausiliario" sopra il vestiario normale. Chi completa il corso deve sostenere l'esame finale, superando il quale diventa City Angel e riceve la divisa.

## Emblema e divisa
L'emblema dei City Angels è un'aquila che, con le ali aperte, protegge i grattacieli di una città. Al di sopra di questo simbolo sono riportate le parole "City Angels" e al di sotto è riportato il motto dell'associazione "Solidarietà e sicurezza", che rappresenta lo spirito con cui i volontari operano. L'emblema fu disegnato dallo stilista milanese Elio Fiorucci.

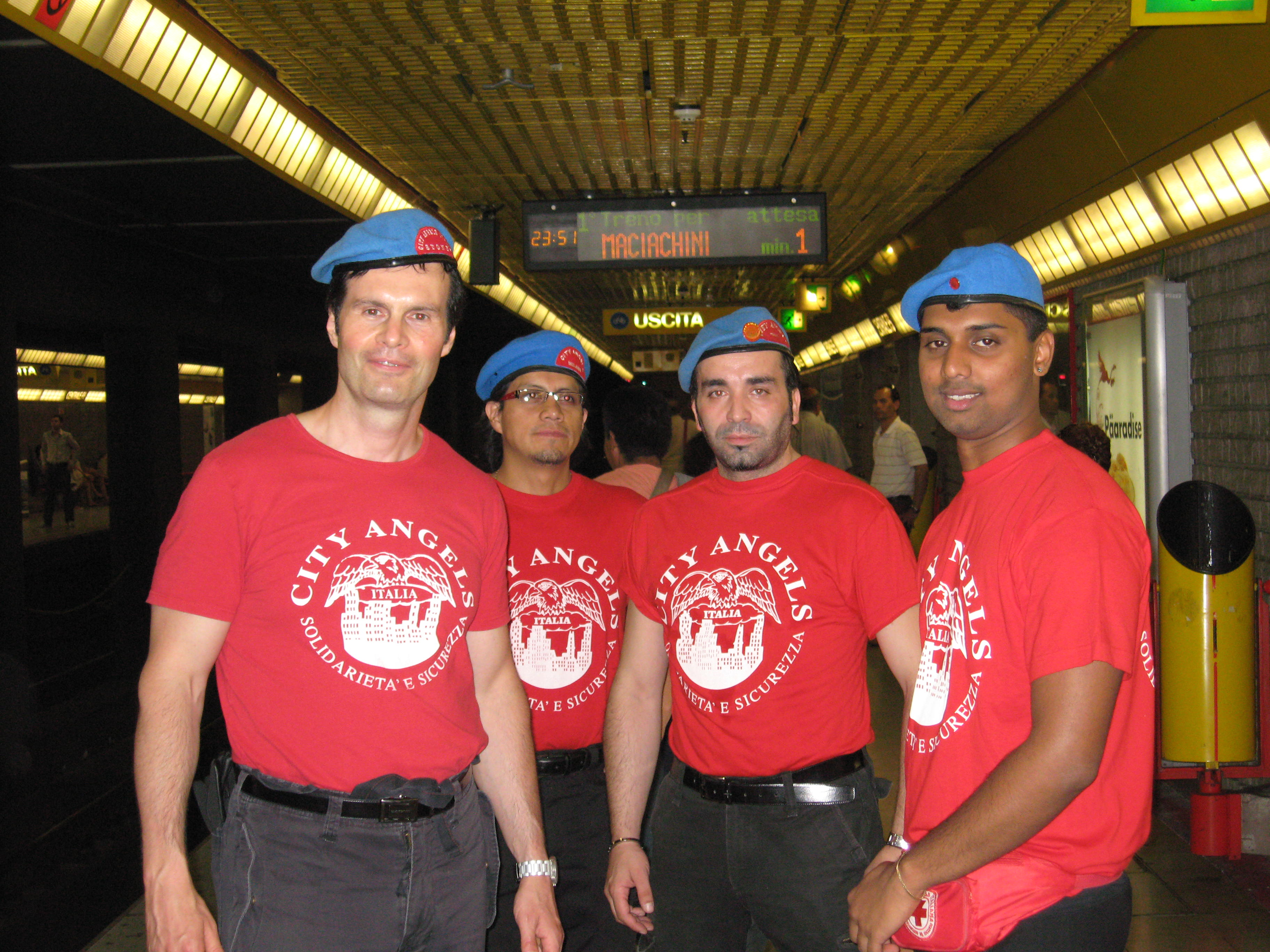
City Angels nella metropolitana di Milano; il primo a sinistra è il fondatore Mario Furlan.

I City Angels durante il loro servizio sono tenuti ad indossare la divisa, per essere riconoscibili da parte degli assistiti o da chiunque altro che possa avere bisogno di rivolgersi a loro in caso di dubbi e necessità o per segnalare situazioni di emergenza.
La divisa è così composta:
- scarpe nere;
- pantaloni lunghi neri multitasca, per contenere l'attrezzatura del volontario;
- maglietta/felpa/giubbotto rossi con l'emblema dei City Angels;
- basco blu, modello spagnolo, con lo stemma dei City Angels.

Questa divisa, assieme ad altre informazioni sui City Angels, da fine maggio 2009 è esposta al Museo del Risorgimento di Milano in un salone dedicato. Nel giugno 2012 il Museo del Fumetto di Milano ha voluto celebrare i City Angels e la loro divisa all'interno della sua mostra sull'Uomo Ragno e sui supereroi positivi.

## Attività
I City Angels sono volontari attivi principalmente all'aperto, sia in situazioni di emergenza che non, assistendo le persone in difficoltà e chiunque necessiti di bisogno, cercando di comportarsi come "perfetti cittadini" che si muovono totalmente nell'ambito della legalità e di ciò che è consentito fare ad un comune cittadino italiano che si trovi nei luoghi pubblici, instillando di fatto il senso civico nelle persone.
Tra le categorie aiutate dai City Angels vi sono i senza fissa dimora, i tossicomani, gli alcolisti, le prostitute, gli immigrati, gli anziani, i disabili, le persone a rischio soglia di povertà, le vittime della criminalità, i detenuti e gli animali maltrattati o abbandonati.

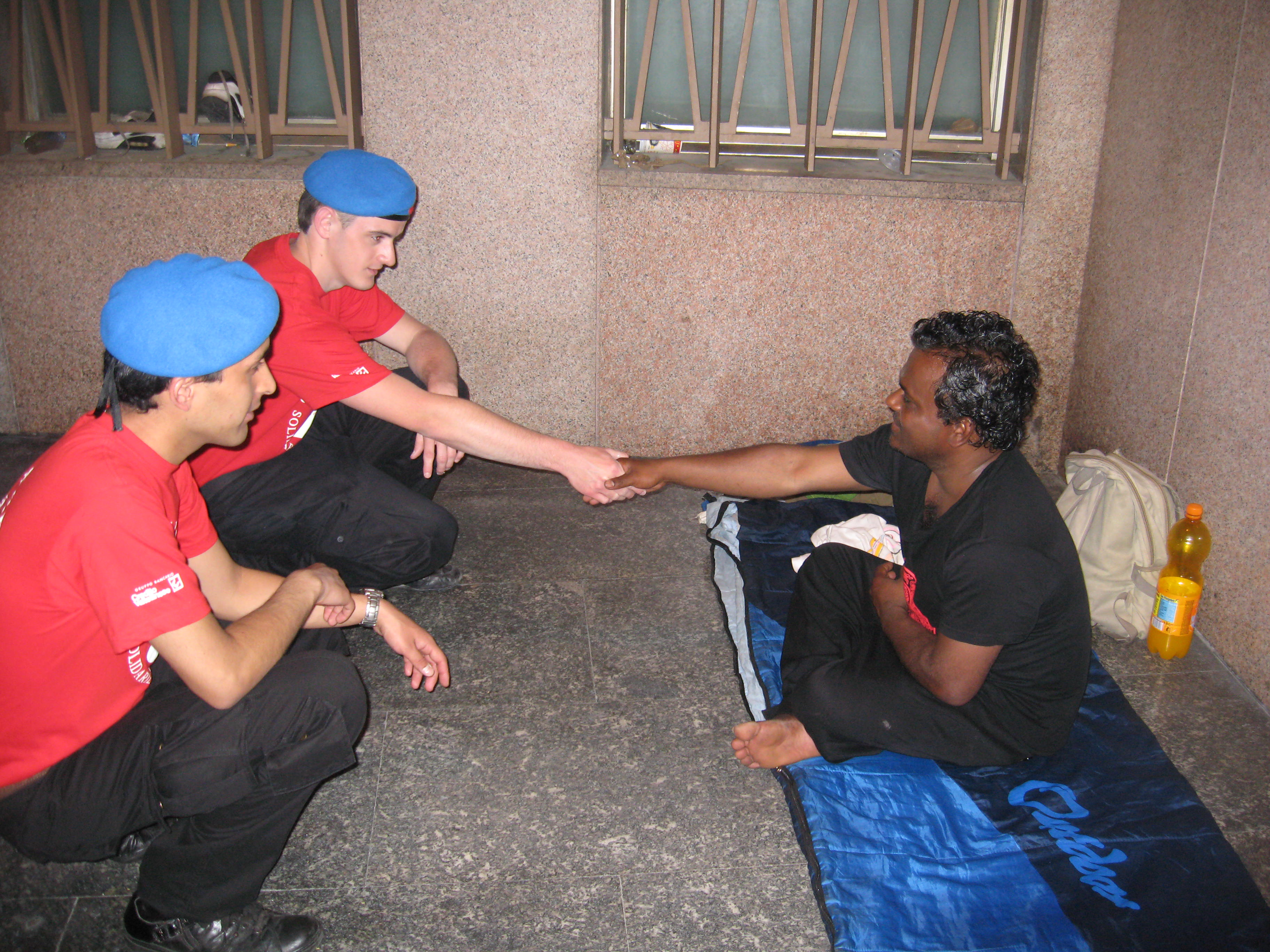
City Angels assistono un senzatetto

Intervengono inoltre nelle scuole medie inferiori e superiori per tenere incontri sul tema della lotta alle droghe e del bullismo.

### Assistenza durante la pandemia di Covid-19
Nei mesi di marzo, aprile e maggio 2020, durante il lockdown dovuto alla pandemia di COVID-19, i City Angels hanno consegnato a casa la spesa e i farmaci ad anziani soli e disabili in tutte le città in cui erano presenti e distribuito mascherine e disinfettanti ai senzatetto. A Milano, Roma, Bergamo e Monza hanno tenuto aperte e gestito mense e docce per i senzatetto che altrimenti sarebbero state chiuse dai gestori a causa della diffusione del virus.
Nei mesi di maggio e giugno 2020, a Milano, Monza, Bergamo, Brescia, Varese, Gallarate, Lecco, Torino, Novara, Parma, Roma, Cagliari, Campomarino (Campobasso) e Lugano, gli Angeli hanno svolto un servizio volto ad evitare gli assembramenti di persone, che consentivano la facile diffusione del contagio, nei parchi, nei mercati e nei luoghi della movida, su richiesta dei rispettivi Comuni.

### Iniziative pubbliche
Dalla loro nascita i City Angels organizzano iniziative pubbliche volte a promuovere tolleranza, solidarietà, antirazzismo e fratellanza tra popoli. Tra i loro eventi si ricordano la preghiera multireligiosa della vigilia di Natale davanti al Memoriale della Shoah, a Milano: esponenti di varie religioni (sacerdoti cattolici, imam, rabbini, pastori protestanti..) pregano insieme in mezzo ai clochard; la S. Messa tra i senzatetto della stazione Centrale di Milano, a Pasqua; la Befana del clochard presso l'hotel Principe di Savoia di Milano, una giornata in cui personaggi dello spettacolo, della cultura, dello sport e delle Istituzioni indossano la divisa dei City Angels e fanno da camerieri dei senzatetto. Tra i partecipanti a queste iniziative vi sono stati, negli anni, i sindaci di Milano Letizia Moratti, Giuliano Pisapia e Giuseppe Sala, il governatore della Regione Lombardia Attilio Fontana e vari personaggi del mondo dello spettacolo: Linus, Platinette, Roberto Vecchioni, i Nomadi, Edoardo Raspelli, Maria Teresa Ruta, Jo Squillo, Enrico Beruschi, Stefano Zecchi, Sfera Ebbasta, Ron, Michel Altieri, Arianna Bergamaschi.
Nel gennaio 2012, a Palazzo Marino, l'allora sindaco di Milano Giuliano Pisapia ha pubblicamente elogiato e ringraziato i City Angels, auspicando di rendere la collaborazione tra Comune e Associazione ancora più stretta e costruttiva.
A Torino i City Angels hanno fondato una squadra di calcio multietnica, che gioca in Seconda Categoria ed è gemellata con la Nazionale Magistrati.
Dal 2010 i City Angels aderiscono ai Pride LGBT in tutte le città in cui sono presenti, svolgendo il servizio d'ordine alla manifestazione. Dal 2016 i City Angels, in collaborazione con l'ANPI (Associazione Nazionale Partigiani Italiani), aderiscono a Milano al Corteo del 25 aprile, svolgendo il servizio d'ordine per la Brigata Ebraica. Il 18 ottobre 2021 Mario Furlan ha firmato a Roma un protocollo d'intesa con Gianfranco Pagliarulo, Presidente dell'ANPI, per sviluppare iniziative comuni di solidarietà.
Negli anni i City Angels hanno partecipato a manifestazioni e iniziative contro la caccia, le pellicce, l'abbandono degli animali, la vivisezione e gli allevamenti intensivi; dal 2017 aderiscono alla Lega Italiana Difesa Animali e Ambiente fondata da Michela Vittoria Brambilla.

### Centri d'accoglienza per senzatetto a Milano e in Lombardia
Casa Silvana è il centro di prima accoglienza per senzatetto fondato e gestito dai City Angels a Milano, chiamata così in ricordo di Silvana, una senzatetto rapita da una gang di sfruttatori, costretta a prostituirsi e poi uccisa. Il centro è stato inaugurato il 17 maggio 2007 da Letizia Moratti e Mariolina Moioli, rispettivamente il sindaco e l'assessore ai servizi sociali di Milano dell'epoca.
Si trova in via Esterle 13, a Milano, nel quartiere di Lambrate, in uno spazio concesso in comodato d'uso gratuito per 15 anni dal Comune di Milano.
Ospita dieci persone più un assistente sociale costantemente presente. Nato come rifugio per le donne senzatetto, particolarmente esposte ai fenomeni di violenza, è il primo e unico centro di prima accoglienza in Italia che:
- è aperto tutta la notte, senza interruzioni
- accoglie anche coppie e famiglie, oltre a mamme con bambini
- accoglie anche gli animali domestici dei senzatetto

In Casa Silvana, oltre a dormire, gli ospiti ricevono cena, prima colazione e abiti puliti, possono lavarsi e ricevere assistenza psicologica e legale. Casa Silvana è un luogo dove chi non ha una casa può trovare serenità, un ambiente caloroso e un momento in cui fare il punto della propria vita per ripartire con nuovi obiettivi.
Nel 2014, sempre a Milano, la giunta del sindaco Giuliano Pisapia ha assegnato ai City Angels la gestione di tre centri d'accoglienza per senzatetto e profughi, soprattutto eritrei, in viale Toscana, piazza XXV Aprile e via Guerzoni, per un totale di circa 400 posti letto.
Dal 2016 a Milano i City Angels gestiscono anche, nel quartiere di Niguarda, il centro d'accoglienza per senzatetto e profughi intitolato a Elio Fiorucci, stilista scomparso l'anno precedente che ideò nel 1994 il logo dei City Angels. Il centro si trova in via Gino Pollini e accoglie 130 persone.
Nel 2017 a Milano, ove prima sorgeva un campo Rom, i City Angels avevano dato vita all'Oasi del clochard: un villaggio per senzatetto composto da prefabbricati, collocati intorno alla piazza del villaggio. Nell'agosto 2018 il villaggio è stato smantellato perché Sogemi, la società proprietaria del terreno, ha deciso di non concederlo più in uso all'associazione.
Dal 2020 i City Angels gestiscono centri d'accoglienza per senzatetto anche a Monza e a Varese. Dal 2023 ne gestiscono uno anche a Sondrio.

## Ildecreto sicurezza
Nel febbraio 2009, l'allora Ministro dell'interno Roberto Maroni ha proposto il cosiddetto "decreto sicurezza" che ha previsto, tra le altre cose, l'istituzionalizzazione delle associazioni di volontari per la sicurezza, cosiddette "ronde".
Nel formulare il decreto il ministro ha ripetutamente dichiarato di essersi ispirato al modello dei City Angels di Milano, che dal 1994 portano avanti un'opera unica nel loro genere.
Nell'agosto 2009, a valle dell'emanazione di tale decreto, le cosiddette "ronde" vengono istituite come associazioni di volontari che devono venire formate dai Comuni di appartenenza tramite corsi appositi e registrate presso appositi registri in prefettura. Il presidente e fondatore dei City Angels Mario Furlan ha dichiarato riguardo al provvedimento: "Siamo soddisfatti che il ministro Maroni abbia riconosciuto la nostra serietà e il lavoro che svolgiamo da anni a presidio del territorio e d'accordo sull'ipotesi di ronde di cittadini, a patto che siano composte da persone con la testa sulle spalle e appositamente formate. I volontari non devono andare in cerca del nemico, ma sentirsi come angeli in cerca di persone da aiutare". Dopo il varo del provvedimento, i sindaci di alcune città (Roma, Torino, Bologna, Reggio Emilia) si sono dichiarati scettici sulle ronde e per tale motivo hanno affermato di volersi avvalere soltanto del contributo dei City Angels, ritenendolo un'attività differente.
I City Angels non si sono mai registrati come associazione di volontari addetti alla sicurezza pubblica presso le prefetture delle città in cui operano. Furlan, pur avendo, come già detto, espresso un parere positivo sulle parole del ministro Maroni, ha detto anche che: "Le norme volute da Maroni non c'entrano con noi. I City Angels infatti non sono ronde, ma volontari che si limitano a dare una mano ai bisognosi. Noi svolgiamo un'attività sociale, che ha al cuore l'assistenza ai senza fissa dimora".

## Presenza sul territorio italiano
Sono presenti, oltre che a Milano, anche a Roma, Torino, Monza, Parma, Brescia, Bergamo, Voghera, Ancona, Sondrio, Novara, Como, Varese, Campomarino (CB), Lecco, Palermo, Genova, Busto Arsizio, Gallarate, Saronno, Rozzano. Nel capoluogo siciliano i City Angels nascono nel gennaio 2018 grazie a giovani del movimento antimafia delle Agende Rosse, vicino alla figura di Salvatore Borsellino, fratello del magistrato Paolo, assassinato da Cosa nostra nel 1992.

## Presenza sul territorio svizzero
La sede ufficiale dei City Angels svizzeri è a Lugano. Dal 2018 i City Angels sono anche a Chiasso, dove collaborano con la polizia di frontiera.
Dal 2016 i City Angels italiani e svizzeri sono tra i soci fondatori di Eunwa (European Neighbourhood Watch Association), l'associazione europea, con sede a Vienna, che raggruppa le associazioni nazionali che si occupano di sicurezza e di controllo del vicinato.

## Riconoscimenti

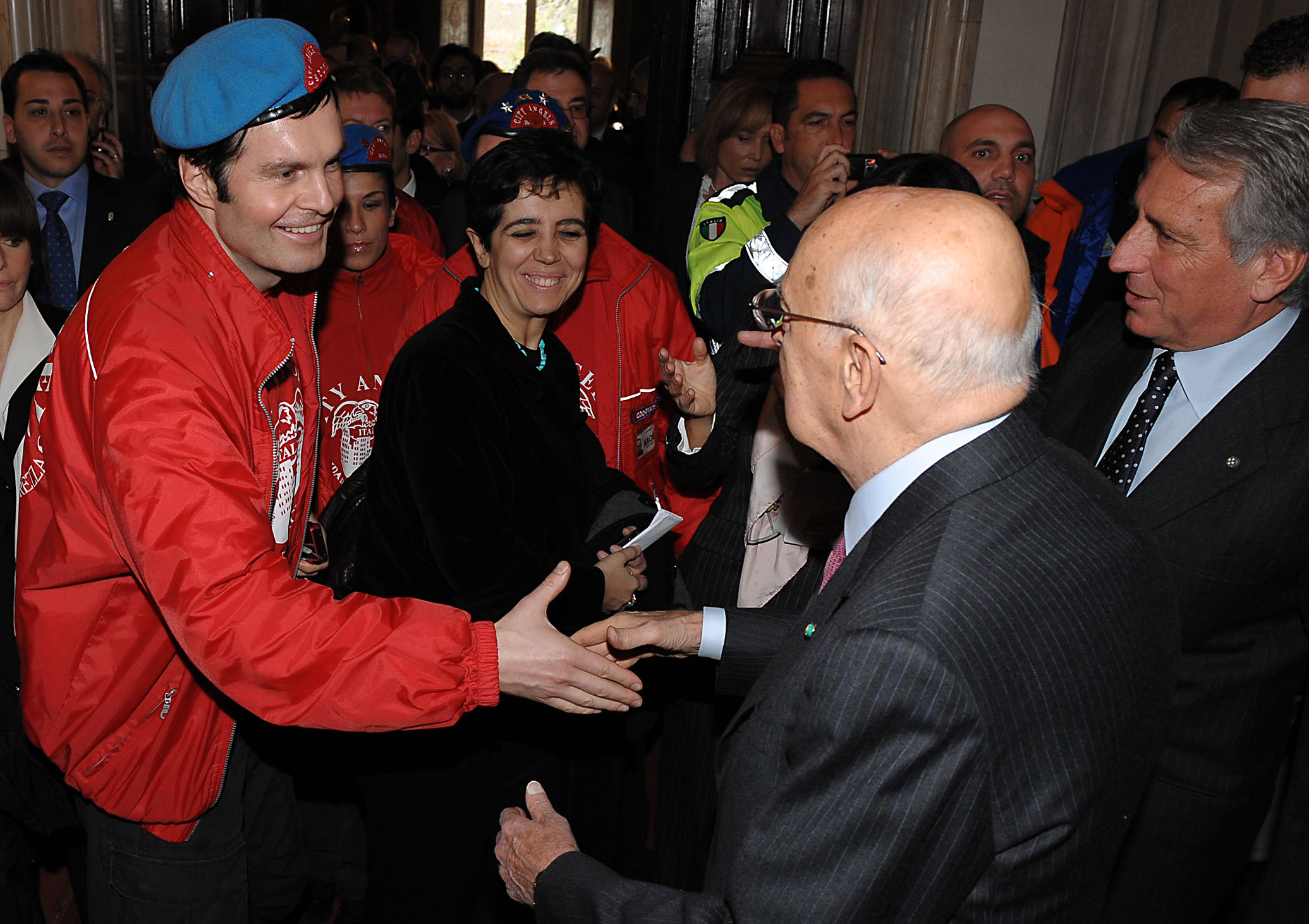
Mario Furlan incontra il presidente Giorgio Napolitano al Quirinale

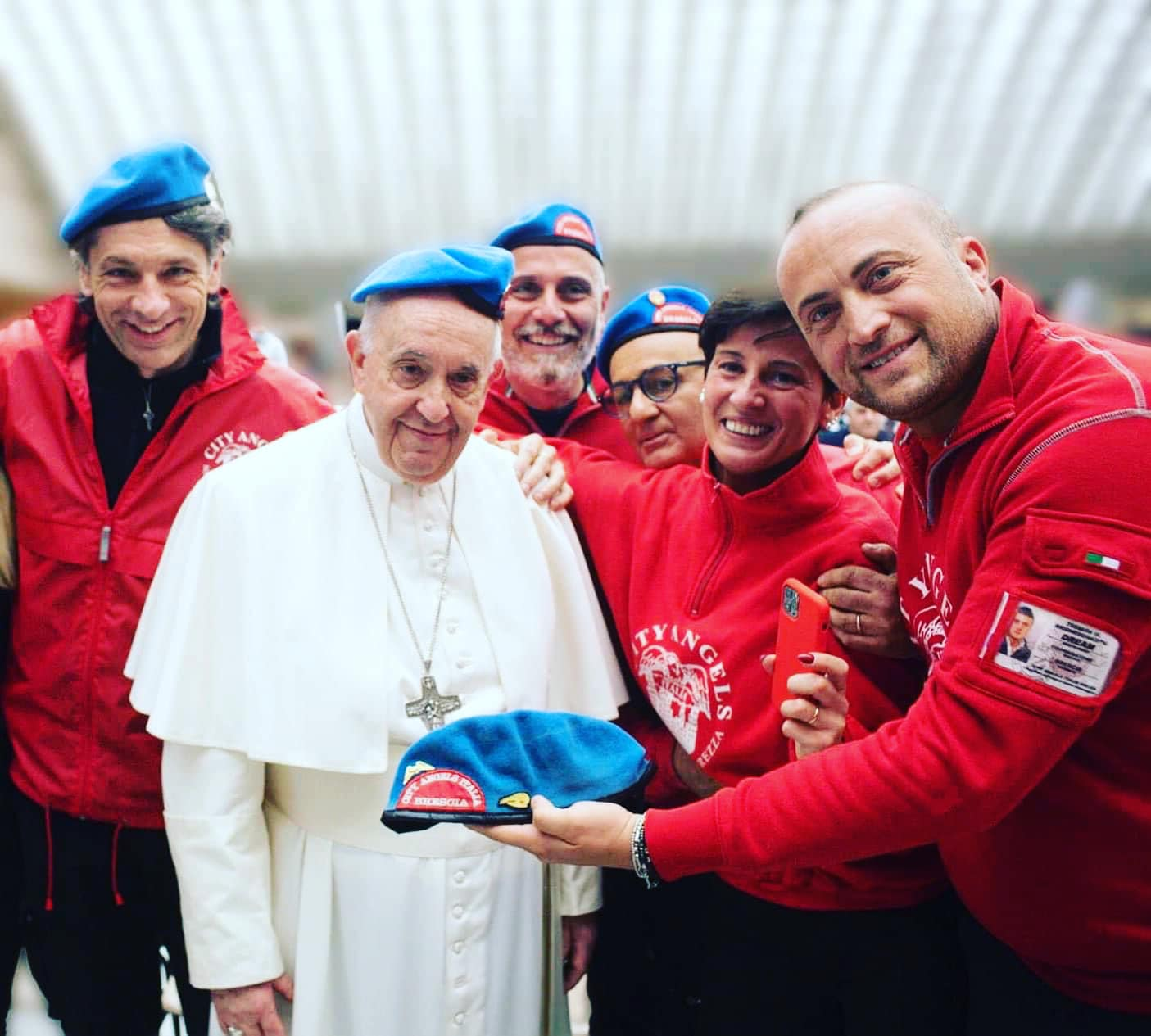
L'incontro in Vaticano con Papa Francesco

A Milano i City Angels hanno ricevuto due volte l'Ambrogino d'oro, la massima benemerenza cittadina.
Tra i premi ed i riconoscimenti più importanti si possono annoverare:
- 1999: Premio Ambrogino d'oro
- 2000: Premio Bontà Motta
- 2007: Premio Paul Harris del Rotary Club International a Mario Furlan in quanto fondatore dei City Angels
- 2008: Premio Ambrogino d'oro (al City Angel ad honorem Eddy Gardner)
- 2008: Premio Ambassador for Peace della World Peace Organisation a Mario Furlan, fondatore dei City Angels
- 2009: Premio Il Dono dell'Umanità a Mario Furlan, fondatore dei City Angels
- 2012: Premio Carlo Porta a Mario Furlan, fondatore dei City Angels
- 2018 e 2021: Medaglia d'oro del Comune di Bergamo
- 2019: Premio "Bronzi di Riace" a Mario Furlan, fondatore dei City Angels
- 2020: Premio "Sant'Ilario" del Comune di Parma
- 2022: Premio culturale internazionale "Cartagine" a Mario Furlan, fondatore dei City Angels
- 2024 Premio "Uomini coraggiosi" dell'Associazione Il Coraggio OdV a Mario Furlan, fondatore dei City Angels
- 2024: Mario Furlan, fondatore dei City Angels, viene nominato Cavaliere al Merito della Repubblica [7]
- 2025: Premio "Rosa Camuna" della Regione Lombardia [8]
- 2025: Premio speciale "Roma Capitale" a Mario Furlan, fondatore dei City Angels [9]

Nel 2008 l'Ambrogino è stato attribuito al City Angel onorario Edward "Eddy" Gardner, un ghanese ridotto in fin di vita il 20 luglio di quell'anno da tre spacciatori al grido di "sporco negro!" perché cercava di convincere i giovani a non drogarsi.
Nel 2008, durante un'udienza in Vaticano, Papa Benedetto XVI li ha definiti "i boy scout del XXI secolo".
Il 27 aprile 2022 Papa Francesco ha concesso ai City Angels un'udienza in Vaticano, si è fatto fotografare con il loro basco in testa e li ha definiti "dei veri angeli".
Madrina dei City Angels è dal 2004 Daniela Javarone.
Dal 2010 i City Angels annoverano tra i loro testimoni volti noti dello spettacolo, come Alberto Fortis, Ivana Spagna, Gabriele Cirilli, Omar Pedrini, Jo Squillo, Rosmy, Nino Formicola, Stefano Chiodaroli, Simona Ventura, Cochi Ponzoni, Maurizio Colombi, Enrico Beruschi, Ivan Cattaneo, Leonardo Manera, Marco Ligabue, Rajae Bezzaz, Gegè Telesforo, Carlo Marrale, Claudio Batta, Sergio Sgrilli, Gigi Cifarelli e Memo Remigi, nonché personaggi sportivi, come l'ex pugile campione del mondo Giacobbe Fragomeni.
Il Comitato d'onore dei City Angels comprende personalità come monsignor Vincenzo Di Mauro, Arcivescovo di Vigevano; Don Gino Rigoldi, Don Antonio Mazzi, monsignor Franco Buzzi, prefetto della Biblioteca Ambrosiana; gli economisti Marco Vitale e Dominic Salvatore; la leader animalista Michela Vittoria Brambilla; la psicologa Maria Rita Parsi; il pubblico ministero antiterrorismo Alberto Nobili; i magistrati Cuno Tarfusser e Maurizio Grigo; Roberto Jarach, presidente del Memoriale della Shoah, e Gabriele Nissim, fondatore del Giardino dei Giusti di tutto il mondo; Nando dalla Chiesa e Andrée Ruth Shammah.
Il 18 dicembre 2019 i City Angels sono stati proclamati "Guardiani morali del Giardino dei Giusti di tutto il mondo" dal Presidente di Gariwo, Gabriele Nissim.
Il 14 ottobre 2024 a Milano il Presidente della Repubblica, Sergio Mattarella, ha ringraziato pubblicamente i City Angels quali esempi contemporanei della Milano generosa e solidale , equiparandoli a quelle generose iniziative di solidarietà nate a Milano sul finire del secolo XIX e oggi ancora attive: la Società Umanitaria, la Tazzinetta Benefica, il Pane Quotidiano,  l'Opera cardinal Ferrari.